# Нева (станция)
Нева́ — грузовая железнодорожная станция в Невском районе Санкт-Петербурга. Была официально открыта в 1932 году. 

## История
В 1920-х годах от станции Ржевка через станцию Заневский Пост была проложена железнодорожная линия до ГЭС-5 (ныне Правобережная ТЭЦ). Это было необходимо для подвоза торфа с ближних разработок в районе посёлка Рахья.
Вокруг стал образовываться посёлок, который стал называться Станция Нева. В 1925 году нынешняя Народная улица получила название дорога на станцию Нева. Кроме того, станция дала название путепроводу «Нева», открытому над станцией в 1981 году.
16 марта 1942 года, на основании постановления Военного совета Ленинградского фронта № 00713 «О выселении из Ленинграда в административном порядке социально опасного элемента», со станции Нева был отправлен эшелон с депортируемыми в Сибирь ингерманландцами. 
От станции отходят несколько подъездных путей, в частности на завод «Севкабель» и Правобережную ТЭЦ. С прокладкой новой магистральной линии от Ладожского вокзала ветка на станцию Нева прошла от новой технической станции Заневский Пост-2.
В конце 2020 был озвучен план уже летом 2021 года запустить через Ладожский вокзал рельсовые автобусы в Кудрово от станции Волковская до станции Нева.